# 克拉斯諾西利齊 (利維夫州)

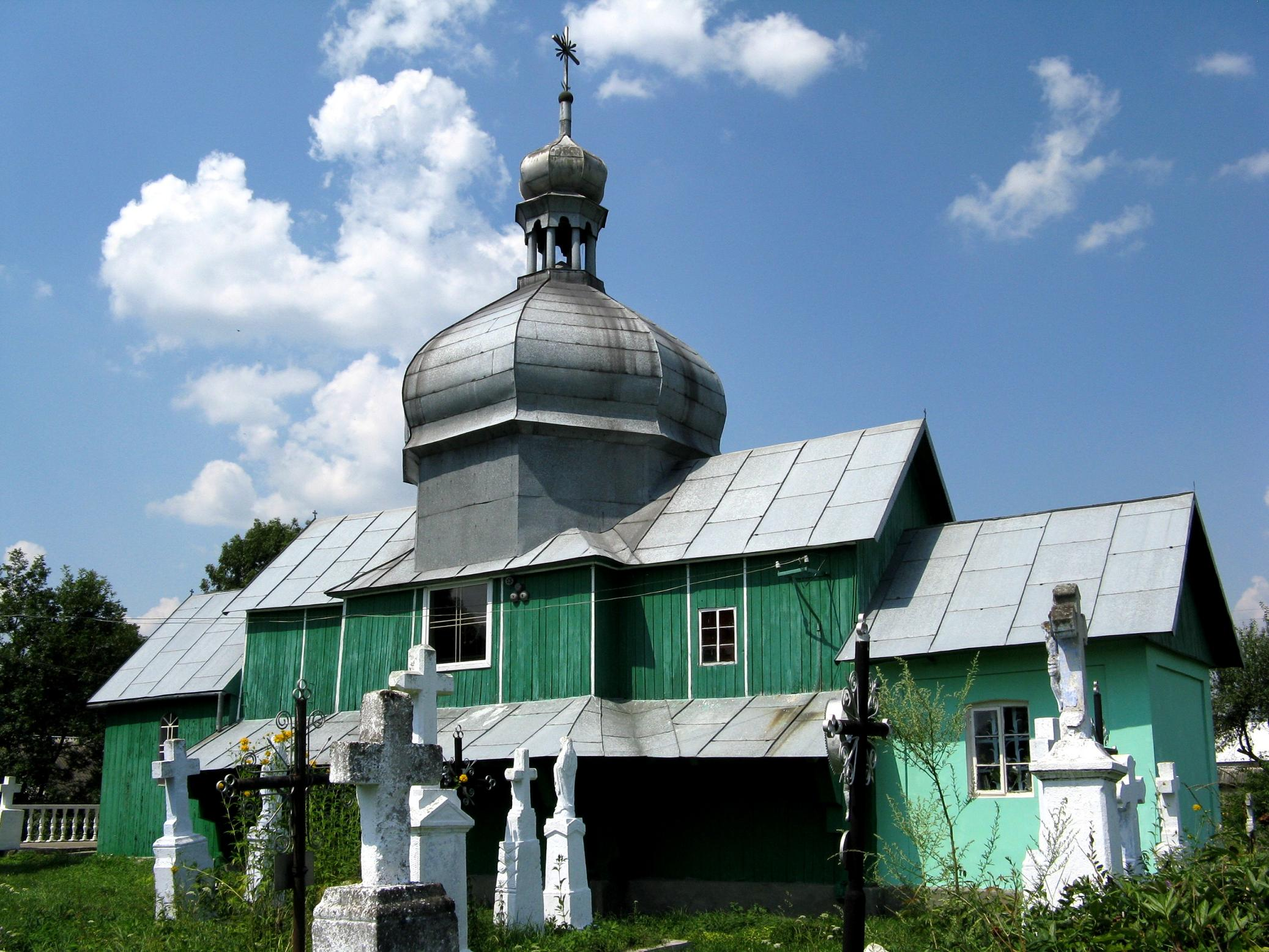

49°43′3″N 24°58′12″E / 49.71750°N 24.97000°E
克拉斯諾西利齊（羅馬化：Krasnosiltsi）是烏克蘭西部的村莊，隸屬利維夫州的佐洛奇夫區。該村始建於1695年，面積0.76平方公里，海拔高度386米，2001年人口301，人口密度每平方公里395.53人。